# أوبل اسكونا
أوبل اسكونا (بالإنجليزية: Opel Ascona)‏ هي سيارة عائلية كبيرة من صناعة أوبل أنتجت في 1970 وتوقف إنتاجها في 1988.